# Ordiniertenbuch
Das Ordiniertenbuch ist ein Register, in dem die durch die zuständige kirchliche Körperschaft (Geistliches Ministerium, Superintendentur) ordinierten Pfarrer bzw. Hilfsgeistlichen, Vesperprediger usw. erfasst sind. Oft sind sie zugleich mit dem Ort genannt, wohin sie berufen wurden.

## Wittenberger Ordiniertenbuch
Besonders umfangreich für das 16. Jahrhundert ist das Wittenberger Ordiniertenbuch. Es enthält das Verzeichnis aller auf der Hochschule der Reformation zum Predigtamt des Evangeliums eingesegneten Geistlichen. Band I (1537–1560) enthält in der Ausgabe von Buchwald 1976 fortlaufend nummerierte und drei nachgetragene Namen, Band II (1560–1572) 1261 fortlaufend nummerierte und sechs nachgetragene Namen. In Wittenberg wurden nicht nur die für den Dienst der kursächsischen Kirche bestimmten Pastoren ordiniert, sondern auch die nach anderen Orten und Ländern erbetenen und entsandten Geistlichen. Anfänglich wiesen die Eintragungen in den Wittenberger Ordiniertenbüchern nur Hinweise auf den Herkunftsort der Ordinierten, bzw. auf den Ort wohin die berufenen Geistlichen gingen auf. Im Laufe der Zeit, gaben immer mehr Ordinierte ihre Lebensphasen an. So sind diese selbst handschriftlich vorgenommenen Eintragungen, häufig eine geschichtliche Reflexion, des Zeitgeschehens jener Zeit. Sie verweisen auf kulturhistorische Zusammenhänge und bieten auch genealogische Aufschlüsse, zu geschichtlichen bezogenen Zusammenhängen.

## Konkordienbuch
In einigen Gegenden, so etwa in Hamburg, Lübeck und im Herzogtum Sachsen-Lauenburg, übernahm die regionale Ausgabe des Konkordienbuches, das die zu Ordinierenden unterschrieben, diese Funktion.

## Bedeutung
Die Register sind eine wertvolle Quelle für die Kirchengeschichte. Neben prosopographischen Angaben sind sie zugleich als Massenquelle für die Ordinierungsfrequenz aussagekräftig hinsichtlich der Entwicklung der kirchlichen Verwaltungsstruktur und zum Teil über die Bevölkerungsentwicklung einzelner Regionen, da die Ordinierung von Pfarrern in Abhängigkeit von den vorhandenen Gemeindegliedern erfolgte. Für die Bevölkerungsentwicklung sind jedoch Kirchenbücher wesentlich aussagekräftiger.